# Абляция (гляциология)
Абля́ция (лат. ablatio — отнятие, убыль, устранение) в гляциологии — уменьшение массы ледника или снежного покрова в результате таяния, испарения и механического удаления (например, его ветрового сноса) или разрушения (например, отделения айсбергов).
Абляция обусловлена главным образом климатическими факторами и поэтому может иметь сезонный характер.

## Классификация абляции
Различают абляцию подледниковую, внутреннюю, поверхностную и механическую.
- Причина подледниковой абляции — внутреннее тепло Земли (выходящие в ложе ледника тёплые источники), а также тепло, порождённое трением ледника о ложе.
- Внутренняя абляция проявляется при трении составных частей ледника, циркуляции воды и воздуха.
- Поверхностная абляция возникает в результате изменений в тепловом балансе поверхности ледника. Поверхность ледника получает тепло от солнечной радиации и от воздуха.

## Особенности абляции ледников
Область абляции ледника — часть ледника, расположенная ниже границы питания, где убыль льда в результате таяния и испарения превышает приход твёрдых осадков из атмосферы. Для долинных ледников областью абляции служит ледниковый язык, для покровных ледников — краевые склоны или обрывы, от которых откалываются айсберги, образуя механическую абляцию.
Продолжающаяся деградация ледников в горных странах (причиной служит в основном повышение летних температур воздуха) происходит с разным темпом: к примеру, в то время как абляция ледников Эльбруса резко возросла в 1998—2001 годах и существенно уменьшилась в 2002—2004 годах, на Восточном Памире отступание концов ледников в последние годы происходит в 1,5 раза медленнее, чем в предыдущее десятилетие.
У концов или краёв многих ледников часто наблюдаются туннели, прорезанные потоками талых вод, которые устремляются по туннелям в сезон абляции. Значительные по размерам туннели выработаны в результате абляции в ледниках Менденхол на Аляске, Асулкан в Британской Колумбии (Канада), Ронском (Швейцария).
Абляционная морена — бугристое скопление или непрерывный слой слабо связанных между собой обломков горных пород, которые были рассеяны в толще ледника, а затем отложились при понижении поверхности ледника вследствие абляции на донную морену, связанную с тем же ледником.